# Onthophagus rodentium
Onthophagus rodentium é uma espécie de inseto do género Onthophagus, família Scarabaeidae, ordem Coleoptera.
Foi descrita cientificamente por Pittino em 2004.